# Sonda di Salem
La sonda di Salem è un tipo di sondino naso-gastrico dotato di due vie (a doppio lume), utilizzato per la decompressione gastrica, detto anche sondino ad imbuto per la forma particolare. È di materiale plastico trasparente, della lunghezza di circa 120 cm, ha un calibro misurato secondo la scala French, compreso fra i 12 ed i 18 French. I due lumi hanno una diversa utilità: con quello di calibro maggiore vengono aspirate le secrezioni ed i gas contenuti nello stomaco, con quello di calibro minore viene permesso l'ingresso di aria a pressione atmosferica. Il circolo dell'aria all'interno e fuori dalla sonda consente di minimizzare l'irritazione gastrica associata con la pressione di aspirazione.